# Данилов, Сергей Александрович
Сергей Александрович Данилов (01.07.1989, Куйбышев) — российский футболист, полузащитник, воспитанник самарского футбола.
Первым клубом были «Крылья Советов».
В Самарской области играл также за «Академию» (Тольятти) и «Сызрань-2003».
Выступал также за «Уфа», «Тюмень», «Зенит» (Ижевск).
В 2018 году играл в высшей лиге Грузии.